# Nomada cristata
Nomada cristata là một loài Hymenoptera trong họ Apidae. Loài này được Pérez mô tả khoa học năm 1896.